# Ingeborg Jonassen
Ingeborg Jonassen (Amsterdam, 9 december 1937- aldaar, 22 oktober 2021) was een Nederlandse actrice die te zien is geweest op toneel, televisie en film. Ook was zij actief als zangeres.

## Biografie
Jonassen werd ontdekt door de acteur Johan Kaart, in wiens gezelschap zij een aantal seizoenen speelde.
Zij speelde rollen in een aantal toneelproducties van het gezelschap Johan Kaart/Johan Boskamp. Zo was zij onder andere te zien in "Potasch en Perlemoer", "Een fijn span" en "Hoera, een jongen".
Later speelde ze in nationale en internationale producties mee. Ook was ze veel te zien in televisiereclamespotjes.
Haar bekendste rol was die van tante Tomasia in de tv-serie Ti-Ta Tovenaar, een rol die ze een aantal seizoenen vertolkte.
Haar dochter Ingeborg Mercx is regelmatig te zien in kookprogramma's op de Nederlandse televisie.
Ze overleed op 22 oktober 2021 in het VU-ziekenhuis in Amsterdam.

## Filmografie

### Televisie
Ingeborg Jonassen speelde rollen in series als Waaldrecht, Barend is weer bezig en in Duitsland in Tatort.

### Films
In de volgende films speelde Jonassen een rol:
- La ragazza in vetrina (1961), een film van Luciano Emmer
- De inbreker (1972), een thriller verfilmd door Frans Weisz